# Max Modic
Max Modic, slovenski filmski kritik in pisec, producent, pornorežiser, * 1964, † 9. junij 2019.
Modic je bil novinar tednika Mladina. Znan je bil kot poznavalec stripov in apologet pornografije. Med drugim je bil gonilna sila pri ustanavljanju celjskega sejma erotike, edinega trdoerotičnega sejma v regiji.
Umrl je za rakom v 56. letu starosti.